# Maritagium
Maritagium (łac. maritagium - "opłata za zgodę") oznaczała w czasach feudalizmu pobranie przez pana feudalnego daniny w zamian za zezwolenie na małżeństwo chłopa. Owa należność. To obciążenie spoczywało jedynie na chłopach będących w zależności osobistej, wolni od tej opłaty byli natomiast chłopi będący w poddaństwie gruntowym. Maritagium podobnie jak odumarszczyzna należała do bardziej uciążliwych podatków feudalnych i wywoływała niezadowolenie wśród chłopstwa.